# Canato Ávaro
O Canato Ávaro foi um estado muçulmano que controlou o Daguestão ocidental do início do século XIII até 1864.

## História
Após a queda do reino cristão de Sarir no início do século XII, os ávaros do Cáucaso passaram por um processo de islamização. As tensões militares aumentaram em 1222, quando a região foi invadida pelos mongóis, fieis ao tengriismo, liderados por Subutai. Ainda que os ávaros tivessem prometido seu apoio a Maomé II da Corásmia em sua luta contra os mongóis, não há documentação referente a uma invasão destes às terras ávaras. Como as evidências históricas são escassas, é provavelmente infrutífero especular sobre se os ávaros foram ou não agentes da influência mongol no Cáucaso e se eles foram encarregados ou não de pagar os tributos ao cã mongol, como sugere o historiador moderno Murad Magomedov.
A ascensão do Chancalato de Gazicumuque após a desintegração da Horda Dourada era, novamente, um sintoma e uma causa da reduzida influência do cã durante os séculos XV e XVI. Na época, o canato era um estado com uma tênue estrutura, por vezes forçado a buscar a proteção do tsar do Império Russo contra seus poderosos inimigos, enquanto que muitas das comunidades nas montanhas (djamaats) desfrutavam de considerável autonomia em relação ao cã.
No século XVIII, o constante enfraquecimento dos "chancales" fomentou as ambições dos cãs ávaros, cujo maior feito foi a derrota do exército de 100 mil homens de Nader Xá em setembro de 1741. Seguindo este grande sucesso, os soberanos ávaros conseguiram expandir seu território às custas das comunidades livres no Daguestão e na Chechênia. O reinado do cã Uma (1775–1801) marcou o zênite da influência ávara no Cáucaso. Entre os estados que pagaram tributo a Uma estavam os governantes de Shaki, Quba e Xirvão.
No espaço de apenas dois anos após a morte de Uma, o canato voluntariamente se submeteu à autoridade russa. Ainda assim, a administração russa desapontou os locais e os agora amargurados montanheses amantes da liberdade. A instituição de um pesado tributo juntamente com a expropriação de propriedades e a construção de fortalezas instigaram a população ávara a se revoltar sob a proteção do Imanato muçulmano do Daguestão, liderado por Gazi Maomé (r. 1828–1832), Ganzate Begue (r. 1832–1834) e Xamil (r. 1834–1859). Esta Guerra Caucasiana perdurou até 1864, quando o Canato Ávaro deixou de existir, e o Distrito Ávaro foi criado em seu lugar.